# Vesnice roku

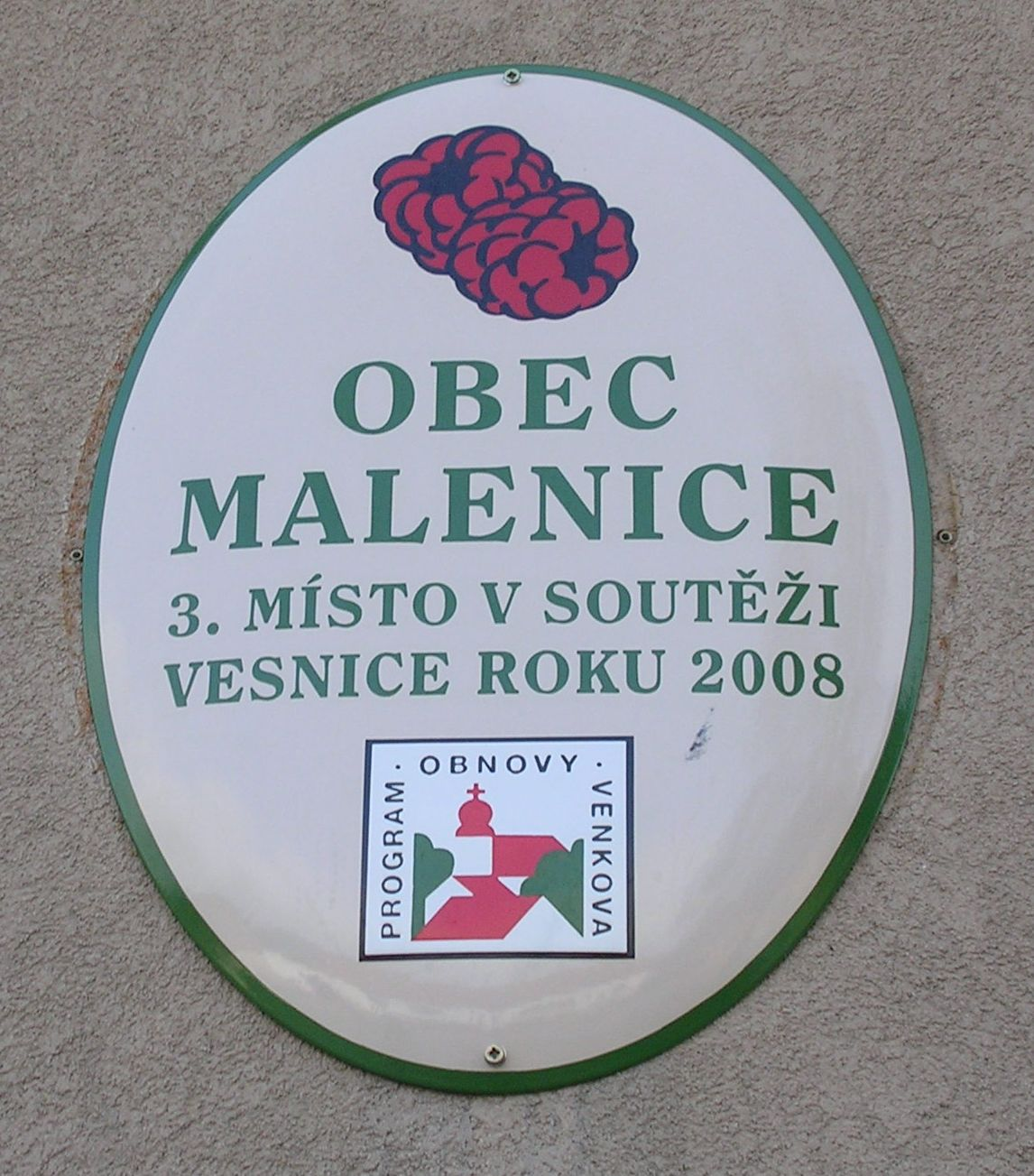
I třetí místo v celostátním kole je natolik ceněné, že si jej obec Malenice vyznačila u vchodu do obecního úřadu.

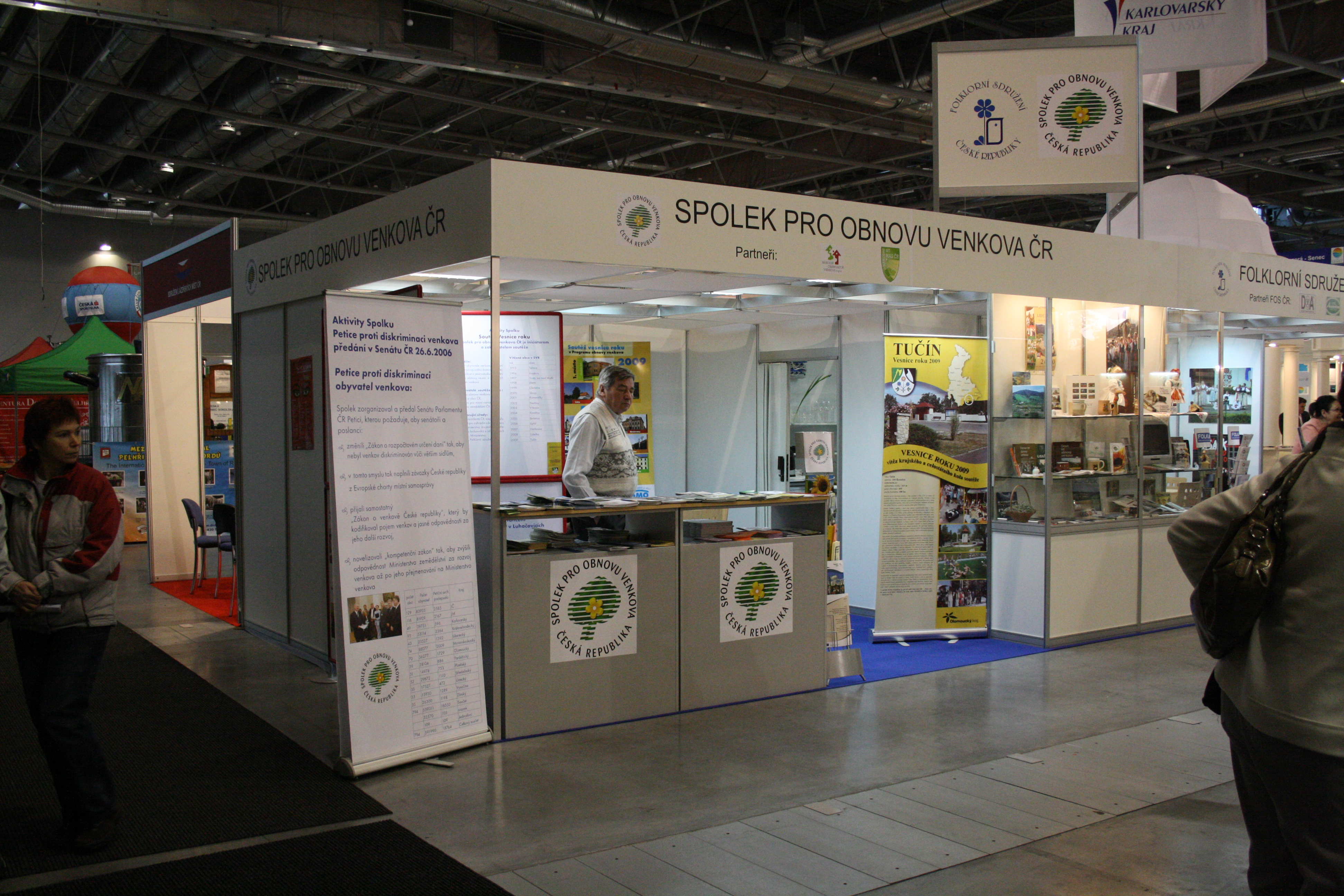
Stánek Spolku pro obnovu venkova

Vesnice roku je soutěž, kterou pořádají společně Spolek pro obnovu venkova, Svaz měst a obcí České republiky, Ministerstvo pro místní rozvoj a od roku 2007 i Ministerstvo zemědělství, a to v rámci Programu obnovy venkova, spoluvyhlašovateli je řada dalších institucí a spolků. První ročník se uskutečnil v roce 1995. Cílem této soutěže má být zviditelnění obcí, ve kterých se snaží obyvatelé i samospráva udržovat a rozvíjet společenský život, tradice a podobně.
Soutěže se mohou účastnit všechny „obce vesnického charakteru“ (vždy obec jako celek), které nemají status města a mají zpracován vlastní Program obnovy vesnice (roku 2010 byla tato podmínka rozšířena na více možností – „vlastní strategický dokument zabývající se rozvojem obce, program obnovy vesnice nebo program rozvoje svého územního obvodu“. Některé vítězné obce jsou však bývalými městysi nebo i městy (např. Jiřetín p. J.) a některým byl takový status později i vrácen. Od roku 2008 již soutěžní podmínky připouštěly i účast obcí se statusem města, původní omezující podmínka byla nahrazena limitem zaokrouhleného počtu obyvatel největší obce v ČR, která neměla status města ani městyse (viz seznam) – v letech 2008 až 2010 byl tento limit uváděn shodně jako 5250 obyvatel. Limit nebyl v podmínkách soutěže aktualizován, jinak by pro rok 2010 činil přes 6300 podle Jesenice. Registrační poplatek je odvozen z počtu obyvatel, v roce 2010 činil 2 Kč na jednoho obyvatele obce.
Soutěž probíhá ve dvou kolech. Z každého kraje je v 1. kole vybrána (nejvýše) jedna obec, která na základě udělená zlaté stuhy získává oprávnění nosit krajský titul Vesnice XXX kraje roku XXXX (za uvádění neúplného názvu titulu hrozí sankce) a zároveň postupuje do kola druhého, celostátního. Krajské hodnotitelské komise mohou udělovat též speciální diplomy a ocenění, například modrou stuhu za společenský život, bílou stuhu za činnost mládeže, zelenou stuhu za péči o zeleň a životní prostředí, od roku 2007 přibyla i oranžová stuha za spolupráci obce se zemědělským subjektem, a diplomy za vedení obecní knihovny, kroniky, rozvíjení lidových tradic nebo květinovou výzdobu a mimořádná ocenění za péči o kulturní dědictví. V jednom ročníku může tatáž obec získat nejvýše jednu ze stuh. Kvůli krajům s nízkou účastí bylo do pravidel vloženo omezení, že některou ze stuh smí být v kraji oceněna nejvýše 1/3 z obcí přihlášených do soutěže, tudíž všech pět stuh může být uděleno pouze v kraji s nejméně 15 účastníky.
V celostátním kole porota vybere celkového vítěze, který se může honosit titulem Vesnice roku s příslušným letopočtem. Pořadatel zveřejňuje i obsazení druhých a třetích míst. Existují i navazující soutěže Cena naděje pro živý venkov (uděluje Sdružení místních samospráv ČR), Zelená stuha České republiky, Oranžová stuha roku, Knihovna roku a Putovní pohár FoS ČR, což jsou celostátní kola pro držitele některých krajských stuh a diplomů.
Vítěz celostátního kola soutěže Vesnice roku postupuje do soutěže Evropská cena obnovy vesnice (Europäischer Dorferneuerungspreis), kterou pořádá Evropská pracovní společnost pro rozvoj venkova a obnovu vesnice (Europäische ARGE Landentwicklung und Dorferneuerung, Vídeň).
Vítěz celostátního kola se nesmí účastnit následujících pěti ročníků soutěže, vítěz krajského kola se nesmí zúčastnit následujících 3 ročníků. Pro všechna ocenění platí, že totéž ocenění smí být téže obci uděleno nejvýše jednou za pět let.
Roku 2007 se přihlásilo 264 obcí (nejvíce ze Středočeského kraje (46) a nejméně z Moravskoslezského (4)), roku 2008 se přihlásilo 309 obcí (nejvíce ze Středočeského kraje (49) a nejméně z Moravskoslezského (10)), roku 2009 se přihlásilo 325 obcí (nejvíce ze Středočeského kraje (39) a nejméně z Moravskoslezského (12)). Do 16. ročníku, roku 2010, se přihlásilo celkem 361 obcí, a to ze všech krajů kromě hlavního města (nejvíce z Královéhradeckého (37) a Olomouckého (36) kraje a Vysočiny (35), nejméně z Moravskoslezského kraje (15) a z Ústeckého a Jihomoravského kraje (po 22)).

## Celkové umístění
Obce umístěné na 1. místě mohou užívat titul Vesnice roku s příslušným letopočtem.

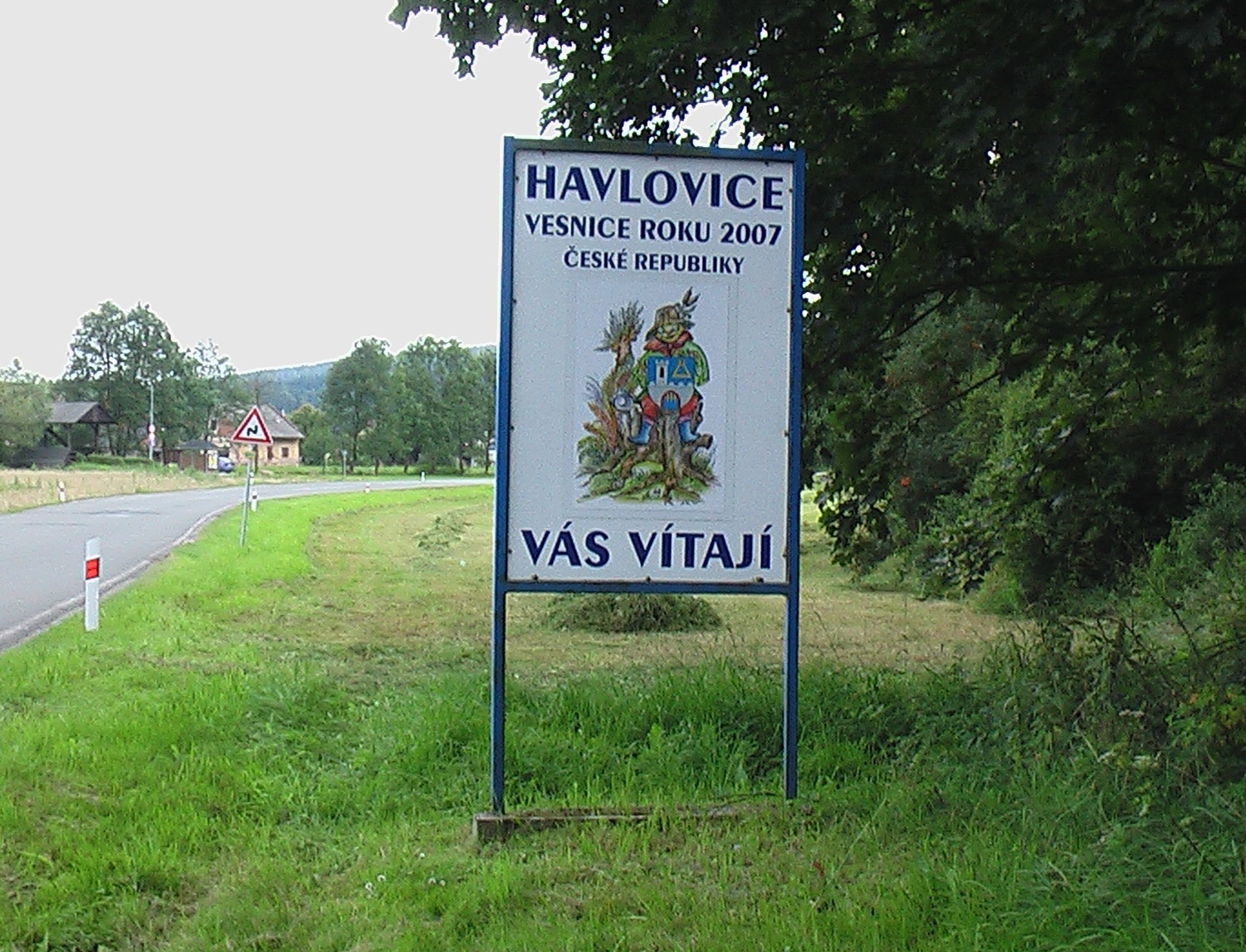
Tabule upozorňující na vítězství Havlovic v roce 2007

| Ročník | Rok       | 1. místo                                                             | 2. místo                                                             | 3. místo                                                             |
| ------ | --------- | -------------------------------------------------------------------- | -------------------------------------------------------------------- | -------------------------------------------------------------------- |
| 1.     | 1995      | Telnice                                                              | Pěnčín                                                               | Bystřice a Hodslavice                                                |
| 2.     | 1996      | Vratěnín                                                             | Řípec                                                                | Koberovy                                                             |
| 3.     | 1997      | Svatý Jan nad Malší                                                  | Tvarožná                                                             | Slatina                                                              |
| 4.     | 1998      | Jiřetín pod Jedlovou                                                 | Hukvaldy                                                             | Bystré a Novosedly nad Nežárkou                                      |
| 5.     | 1999      | Olešnice                                                             | Sudoměřice u Bechyně                                                 | Studnice a Svatý Jan pod Skalou                                      |
| 6.     | 2000      | Sloup                                                                | Sebranice                                                            | Chelčice a Stonava                                                   |
| 7.     | 2001      | Kameničky                                                            | Častrov                                                              | Hroznová Lhota a Třebívlice                                          |
| 8.     | 2002      | Nečtiny                                                              | Petrovice                                                            | Rusava a Suchý Důl                                                   |
| 9.     | 2003      | Vilémov                                                              | Dýšina                                                               | Ústí a Deštné v Orlických horách                                     |
| 10.    | 2004      | Kovářov                                                              | Osíčko                                                               | Štítina a Vrbice                                                     |
| 11.    | 2005      | Bořetice                                                             | Petřvald                                                             | Šárovcova Lhota                                                      |
| 12.    | 2006      | Liptál                                                               | Střítež nad Ludinou                                                  | Heřmanice                                                            |
| 13.    | 2007      | Havlovice                                                            | Kondrac                                                              | Suchá Loz                                                            |
| 14.    | 2008      | Lidečko                                                              | Pikárec                                                              | Malenice                                                             |
| 15.    | 2009      | Tučín                                                                | Lány                                                                 | Žernov                                                               |
| 16.    | 2010      | Ratměřice                                                            | Koloveč                                                              | Hlavnice                                                             |
| 17.    | 2011      | Komňa                                                                | Hlavenec                                                             | Skalička                                                             |
| 18.    | 2012      | Řepice                                                               | Tvarožná Lhota                                                       | Křižánky                                                             |
| 19.    | 2013      | Jeseník nad Odrou                                                    | Holovousy                                                            | Dolní Újezd                                                          |
| 20.    | 2014      | Kateřinice                                                           | Ořechov                                                              | Nová Hradečná                                                        |
| 21.    | 2015      | Krásná                                                               | Vysočina                                                             | Černotín                                                             |
| 22.    | 2016      | Kašava                                                               | Prysk                                                                | Kozojídky                                                            |
| 23.    | 2017      | Heřmanov                                                             | Lukavice                                                             | Slavkov                                                              |
| 24.    | 2018      | Dolní Němčí                                                          | Šumvald                                                              | Nový Kostel                                                          |
| 25.    | 2019      | Lipová                                                               | Ratiboř                                                              | Libovice                                                             |
|        | 2020 2021 | V letech 2020 a 2021 byla soutěž zrušena z důvodu pandemie covidu-19 | V letech 2020 a 2021 byla soutěž zrušena z důvodu pandemie covidu-19 | V letech 2020 a 2021 byla soutěž zrušena z důvodu pandemie covidu-19 |
| 26.    | 2022      | Kostelní Lhota                                                       | Třeštice                                                             | Poniklá                                                              |
| 27.    | 2023      | Ostrožská Lhota                                                      | Hrádek                                                               | Dolní Poustevna                                                      |
| 28.    | 2024      | Vacov                                                                | Palkovice                                                            | Dolní Lhota                                                          |